# 夕陽の用心棒
『夕陽の用心棒』（ゆうひのようじんぼう 原題：Una pistola per Ringo/A Pistol for Ringo）は、1965年制作のマカロニ・ウェスタン。ジュリアーノ・ジェンマが「モンゴメリー・ウッド」名義でマカロニ・ウェスタンに初主演し、一躍スターとしてその名を高めた作品。日本では劇場未公開。

## ストーリー
クリスマスが間近に迫ったテキサスの街。保安官ベンは、ならず者のエンジェルフェイス・リンゴーを逮捕した。リンゴーは悪党ベンソンを殺し、さらに追うベンソン一味を返り討ちにしたことで指名手配されていた。しかしリンゴーは悪党しか狙わず、かつ重罪に問われない銃の扱い方を心得た本物のガンマンであり、リンゴーがいずれ正当防衛で釈放されることがわかり切っていたベンは、尋問に身が入らなかった。ベンにとっては恋人で農場主クライドの娘・ルビーと過ごすクリスマス休暇のほうがずっと大切なのだった。
リンゴーが保安官事務所に留置中のある日、サンチョ率いる強盗団が銀行から金を強奪、クライドが経営する農場に逃げ込み、一家を人質にして立てこもった。ベンは騎兵隊とともに一家を救おうとするが、逆に強盗団の紅一点・ドロレスに手玉にとられる。ベンと騎兵隊が農場を取り囲んだまま膠着状態となる。やむを得ずリンゴーの手を借りようと、ベンはリンゴーに迅速な裁判を受けさせ、釈放する。リンゴーは強盗団を攪乱する任務を申し出て、サンチョらが奪った金の3割を報酬として受け取ることをベンに約束させる。
リンゴーは身一つで一味の前に現れ、金庫破りの名人だとうそぶいて仲間入りを持ちかける。サンチョの信頼を得たリンゴーは、農場を取り囲む騎兵隊を撃破しながらの逃亡計画を提案する。一方、強盗団と農場一家に奇妙な共犯意識が芽生え、ドロレスは、妻のいないクライドといい仲になる。
クリスマス・イヴ。リンゴーはベンを急襲するという名目で農場を抜け出し、騎兵隊の拠点である水車小屋に入る。リンゴーは水車小屋に一緒に来た強盗団の手下たちをハチの巣にし、これまでの経過をベンに報告した。何食わぬ顔で農場に戻ってきたリンゴーはサンチェに裏切りを見破られ私刑に遭うが、リンゴーはベンから報酬を受け取る約束をしていることをあっさり明かし、「より高い報酬を支払ってくれればより安全な逃亡計画を教える」と持ちかけてサンチョの信頼を回復する。また、リンゴーはサンチョにすみやかに逃亡計画を実行するよう進言する。
翌朝。「クライドを置いてゆく」というサンチョに対し、「クライドとともに残る」と告げたドロレスは制裁を受けて倒れる。逃亡に用いる馬車が、一味と人質、ルビーたちだけを乗せて走り出してしまい、リンゴー、クライド、チコ、サンチョらが農場にとり残される。馬車を追いかけたサンチョたちは、すべての計略をさとり農場に戻り、リンゴーに銃を向け、決闘が始まる。一方、馬車に乗せられたルビーは銃を奪い、荷台にいる一味を退治したのち、手綱を取ってベンのもとへ向かう。銃声が止んだのを聞いたベンとルビーが農場に戻ると、すでにリンゴーの姿はなく、そこにはサンチョの死体と、サンチョが強奪した金が3割を引かれて残されていた。

## キャスト
| 役名           | 俳優                       | 日本語吹替                            | 日本語吹替                                 |
| 役名           | 俳優                       | フジテレビ版                          | TBS版                                      |
| -------------- | -------------------------- | ------------------------------------- | ------------------------------------------ |
| リンゴー       | モンゴメリー・ウッド       | 木下秀雄                              | 野沢那智                                   |
| ベン           | ジョージ・マーティン       |                                       | 原田一夫                                   |
| サンチョ       | フェルナンド・サンチョ     | 滝口順平                              | 相模太郎                                   |
| ドロレス       | ニエベス・ナバロ           |                                       | 沢田敏子                                   |
| クライド       | アントニオ・カサス         |                                       | 吉沢久嘉                                   |
| ルビー         | ハリー・ハモンド           |                                       | 麻上洋子                                   |
| ペドロ         | ホセ・マヌエル・マルティン |                                       |                                            |
| ティム         | パハリート                 |                                       | 峰恵研                                     |
| 不明 その他    | N/A                        |                                       | 玄田哲章 広瀬正志 野本礼三 増岡弘 緒方賢一 |
| 日本語スタッフ |                            |                                       |                                            |
| 演出           |                            |                                       |                                            |
| 翻訳           |                            |                                       |                                            |
| 効果           |                            |                                       |                                            |
| 調整           |                            |                                       |                                            |
| 制作           | 制作                       |                                       | ニュージャパンフィルム                     |
| 解説           | 解説                       | 前田武彦                              | 荻昌弘                                     |
| 初回放送       | 初回放送                   | 1971年11月26日 『ゴールデン洋画劇場』 | 1975年7月28日 『月曜ロードショー』         |